# Lijst van rijksmonumenten in Middelburg/Dam
De stad Middelburg telt 52 inschrijvingen in het rijksmonumentregister gelegen aan of bij de Dam.
Hieronder een overzicht.
| Object                                                                                 | Oorspronkelijke functie? | Bouwjaar               | Architect | Locatie | Coördinaten?                 | Nr.?  | Afbeelding                     |
| -------------------------------------------------------------------------------------- | ------------------------ | ---------------------- | --------- | ------- | ---------------------------- | ----- | ------------------------------ |
| Dokmuur Prins Hendrikdok                                                               | Waterweg, werf en haven  | 1875                   |           | Dam     | 51° 30' 4" NB, 3° 37' 10" OL | 29721 | Dokmuur Prins Hendrikdok       |
| Huis met rechte gevel en schilddak                                                     | Woonhuis                 | 18e eeuw               |           | Dam 17  | 51° 30' 3" NB, 3° 37' 3" OL  | 28797 | Meer afbeeldingen              |
| De Grote en de Kleine Christoffel                                                      | Gebouw                   | eerste helft 19e eeuw  |           | Dam 21  | 51° 30' 3" NB, 3° 37' 3" OL  | 28798 | Meer afbeeldingen              |
| Huis met eenvoudige geverfde lijstgevel. Stoep                                         | Woonhuis                 | 18e eeuw               |           | Dam 23  | 51° 30' 3" NB, 3° 37' 4" OL  | 28799 | Meer afbeeldingen              |
| Huis met gecementeerde lijstgevel                                                      | Woonhuis                 | 18e-19e eeuw           |           | Dam 25  | 51° 30' 3" NB, 3° 37' 4" OL  | 28800 | Meer afbeeldingen              |
| Huis met gepleisterde lijstgevel                                                       | Woonhuis                 | 18e eeuw               |           | Dam 27  | 51° 30' 3" NB, 3° 37' 4" OL  | 28801 | Meer afbeeldingen              |
| Huis met gepleisterde rechte gevel                                                     | Woonhuis                 | 18e-19e eeuw           |           | Dam 29  | 51° 30' 3" NB, 3° 37' 4" OL  | 28802 | Meer afbeeldingen              |
| Huis met brede lijstgevel in grote orde gezet op natuurstenen basement                 | Woonhuis                 | 18e-19e eeuw           |           | Dam 31  | 51° 30' 3" NB, 3° 37' 5" OL  | 28803 | Meer afbeeldingen              |
| Huis met gepleisterde rechte gevel                                                     | Gebouw                   | 18e eeuw               |           | Dam 33  | 51° 30' 3" NB, 3° 37' 5" OL  | 28804 | Meer afbeeldingen              |
| Huis met rechte gevel                                                                  | Woonhuis                 | 18e eeuw               |           | Dam 39  | 51° 30' 4" NB, 3° 37' 6" OL  | 28805 | Meer afbeeldingen              |
| Huis met lijstgevel op natuurstenen plint met zwartgeschilderde banden                 | Woonhuis                 | 18e eeuw               |           | Dam 41  | 51° 30' 4" NB, 3° 37' 6" OL  | 28806 | Meer afbeeldingen              |
| Huis met rechte gevel en van pirons voorzien schilddak aan de straat                   | Gebouw                   | 18e eeuw               |           | Dam 43  | 51° 30' 4" NB, 3° 37' 7" OL  | 28807 | Meer afbeeldingen              |
| Cleen Burgonje                                                                         | Gebouw                   | 18e eeuw               |           | Dam 45  | 51° 30' 5" NB, 3° 37' 8" OL  | 28808 | Meer afbeeldingen              |
| Huis met lijstgevel en door pirons bekroond schilddak aan de straat                    | Woonhuis                 | 18e eeuw               |           | Dam 47  | 51° 30' 4" NB, 3° 37' 8" OL  | 28809 | Meer afbeeldingen              |
| Huis met eenvoudige lijstgevel                                                         | Woonhuis                 | 18e eeuw               |           | Dam 51  | 51° 30' 5" NB, 3° 37' 9" OL  | 28810 | Huis met eenvoudige lijstgevel |
| Den gouden Cruyse                                                                      | Woonhuis                 | 18e eeuw               |           | Dam 53  | 51° 30' 5" NB, 3° 37' 9" OL  | 28811 | Meer afbeeldingen              |
| De vrijheit                                                                            | Woonhuis                 | 18e eeuw               |           | Dam 55  | 51° 30' 5" NB, 3° 37' 9" OL  | 28812 | Meer afbeeldingen              |
| Huis met rechte gevel en door pirons bekroond schilddak aan de straat                  | Woonhuis                 | 18e eeuw               |           | Dam 57  | 51° 30' 5" NB, 3° 37' 9" OL  | 28813 | Meer afbeeldingen              |
| 'Clean Rochelle'/'Cleen Rochele'                                                       | Gebouw                   | 17e-18e eeuw           |           | Dam 59  | 51° 30' 5" NB, 3° 37' 10" OL | 28814 | Meer afbeeldingen              |
| Het Vliegend Hert/de Rochelle                                                          | Gebouw                   | 18e-19e eeuw           |           | Dam 61  | 51° 30' 5" NB, 3° 37' 10" OL | 28815 | Meer afbeeldingen              |
| Huis met rechte gevel                                                                  | Gebouw                   | 18e eeuw               |           | Dam 63  | 51° 30' 5" NB, 3° 37' 11" OL | 28816 | Meer afbeeldingen              |
| Het Groene Woud                                                                        | Woonhuis                 | 18e eeuw               |           | Dam 65  | 51° 30' 5" NB, 3° 37' 11" OL | 28817 | Meer afbeeldingen              |
| Huis met rechte gevel en schilddak aan de straat                                       | Gebouw                   | 18e eeuw               |           | Dam 67  | 51° 30' 5" NB, 3° 37' 11" OL | 28818 | Meer afbeeldingen              |
| Huis met rechte gevel                                                                  | Woonhuis                 | 19e eeuw               |           | Dam 69  | 51° 30' 5" NB, 3° 37' 12" OL | 28819 | Meer afbeeldingen              |
| Huis met gecementeerde lijstgevel                                                      | Woonhuis                 | 1638                   |           | Dam 71  | 51° 30' 5" NB, 3° 37' 12" OL | 28820 | Meer afbeeldingen              |
| Den gouden hoorn                                                                       | Woonhuis                 | 18e eeuw               |           | Dam 73  | 51° 30' 5" NB, 3° 37' 12" OL | 28821 | Meer afbeeldingen              |
| De hope                                                                                | Woonhuis                 | 18e-19e eeuw           |           | Dam 75  | 51° 30' 5" NB, 3° 37' 13" OL | 28822 | Meer afbeeldingen              |
| Huis met gepleisterde lijstgevel                                                       | Woonhuis                 | 18e eeuw               |           | Dam 77  | 51° 30' 5" NB, 3° 37' 13" OL | 28823 | Meer afbeeldingen              |
| Huis met klokgevel                                                                     | Woonhuis                 | 18e=19e eeuw           |           | Dam 79  | 51° 30' 5" NB, 3° 37' 13" OL | 28824 | Meer afbeeldingen              |
| Huis met gecementeerde lijstgevel op smalle natuurstenen voet                          | Woonhuis                 | 18e-18e eeuw           |           | Dam 81  | 51° 30' 5" NB, 3° 37' 14" OL | 28825 | Meer afbeeldingen              |
| Huis met rechte gevel                                                                  | Gebouw                   | 18e eeuw               |           | Dam 2   | 51° 30' 0" NB, 3° 37' 4" OL  | 28826 | Meer afbeeldingen              |
| Huis met gepleisterde lijstgevel                                                       | Gebouw                   | 18e-19e eeuw           |           | Dam 4   | 51° 30' 0" NB, 3° 37' 4" OL  | 28827 | Meer afbeeldingen              |
| Huis met gepleisterde lijstgevel op plint van natuursteen met zwartgeschilderde banden | Woonhuis                 | 18e eeuw               |           | Dam 6   | 51° 30' 1" NB, 3° 37' 5" OL  | 28828 | Meer afbeeldingen              |
| De Posthoorn en De Roeybaerse.                                                         | Woonhuis                 | 18e eeuw               |           | Dam 8   | 51° 30' 1" NB, 3° 37' 5" OL  | 28829 | Meer afbeeldingen              |
| Huis Bourgogne                                                                         | Woonhuis                 | 18e eeuw               |           | Dam 10  | 51° 30' 1" NB, 3° 37' 6" OL  | 28830 | Meer afbeeldingen              |
| Huis met rechte gevel                                                                  | Woonhuis                 | 19e eeuw               |           | Dam 12  | 51° 30' 1" NB, 3° 37' 6" OL  | 28831 | Meer afbeeldingen              |
| Den keyser                                                                             | Woonhuis                 | 1735 (datering)        |           | Dam 16  | 51° 30' 1" NB, 3° 37' 6" OL  | 28832 | Meer afbeeldingen              |
| Huis met lijstgevel                                                                    | Woonhuis                 | 18e eeuw               |           | Dam 18  | 51° 30' 1" NB, 3° 37' 7" OL  | 28833 | Meer afbeeldingen              |
| Huis met lijstgevel voorzien van                                                       | Woonhuis                 | 19e eeuw               |           | Dam 20  | 51° 30' 2" NB, 3° 37' 7" OL  | 28834 | Meer afbeeldingen              |
| Pand met lijstgevel, dakkapel                                                          | Woonhuis                 | 17e-19e eeuw           |           | Dam 22  | 51° 30' 2" NB, 3° 37' 7" OL  | 28835 | Meer afbeeldingen              |
| Overbouwde poort ten Oosten van nr 22                                                  | Erfscheiding             |                        |           | Dam 24  | 51° 30' 2" NB, 3° 37' 7" OL  | 28836 | Meer afbeeldingen              |
| Huis met rechte gevel                                                                  | Woonhuis                 | 17e-18e eeuw           |           | Dam 26  | 51° 30' 2" NB, 3° 37' 7" OL  | 28837 | Meer afbeeldingen              |
| De Blauwe Fonteijn                                                                     | Woonhuis                 | De Blauwe Fonteijn     |           | Dam 28  | 51° 30' 2" NB, 3° 37' 8" OL  | 28838 | Meer afbeeldingen              |
| Huis met rechte gevel en schilddak met pirons en getoogd dakvenster                    | Woonhuis                 | 18e eeuw               |           | Dam 30  | 51° 30' 2" NB, 3° 37' 8" OL  | 28839 | Meer afbeeldingen              |
| Het Gouden Cruys                                                                       | Woonhuis                 | laatste kwart 16e eeuw |           | Dam 36  | 51° 30' 2" NB, 3° 37' 9" OL  | 28840 | Meer afbeeldingen              |
| Huis met geverfde rechte gevel                                                         | Woonhuis                 | 17e-18e eeuw           |           | Dam 38  | 51° 30' 2" NB, 3° 37' 9" OL  | 28841 | Meer afbeeldingen              |
| Huis met rechte gevel, in de kroonlijst gedateerd 1725                                 | Woonhuis                 | 1725 (datering)        |           | Dam 42  | 51° 30' 3" NB, 3° 37' 9" OL  | 28842 | Meer afbeeldingen              |
| Huis met gepleisterde lijstgevel                                                       | Gebouw                   | 18e eeuw               |           | Dam 46  | 51° 30' 3" NB, 3° 37' 10" OL | 28843 | Meer afbeeldingen              |
| De Spelende Leeuw                                                                      | Woonhuis                 | 18e eeuw               |           | Dam 48  | 51° 30' 3" NB, 3° 37' 10" OL | 28844 | Meer afbeeldingen              |
| Cromhout en Gouden Lelie                                                               | Woonhuis                 | 18e eeuw               |           | Dam 50  | 51° 30' 3" NB, 3° 37' 10" OL | 28845 | Meer afbeeldingen              |
| Huis met geverfde lijstgevel                                                           | Gebouw                   | 17e-18e eeuw           |           | Dam 52  | 51° 30' 3" NB, 3° 37' 11" OL | 28846 | Meer afbeeldingen              |
| Hoekpand met lijstgevel aan de Kaai en blinde zijgevel aan de Kuiperspoort             | Woonhuis                 | 17e-18e eeuw           |           | Dam 54  | 51° 30' 3" NB, 3° 37' 11" OL | 28847 | Meer afbeeldingen              |